# Jutta Niehaus
Judith "Jutta" Niehaus (Bocholt, Rin del Nord-Westfàlia, 10 de gener de 1964) va ser una ciclista alemanya.
Del seu palmarès destaca sobretot la medalla de plata als Jocs Olímpics de Seül en la prova de ruta.

## Palmarès en ruta
- 1986
  - Vencedora d'una etapa al Postgiro
- 1987
  - Vencedora d'una etapa del Tour de França
- 1988
  -  Medalla d'argent als Jocs Olímpics de Seül en Ruta
  - Vencedora d'una etapa al Giro d'Itàlia
- 1989
  - Vencedora d'una etapa del Tour de França
- 1990
  - Vencedora de 2 etapes al Postgiro
- 1992
  - Vencedora d'una etapa al Tour de l'Aude
  - Vencedora d'una etapa de la Volta a la Baixa Saxònia

## Palmarès en pista
- 1989
  -  Campiona d'Alemanya en persecució
  -  Campiona d'Alemanya en puntuació